# Ель Бревера
Ель Бревера (лат. Picea breweriana) — вид хвойных деревьев из рода Ель (Picea) семейства Сосновые (Pinaceae). В природе произрастает на небольшом участке в горах Кламат на границе североамериканских штатов Калифорния и Орегон. Занимает базальное положение в роде и считается одним из древнейших видов ели.
Видовое название происходит от имени первооткрывателя дерева, Уильяма Генри Брюэра, профессора сельского хозяйства Йельского университета.

## Ботаническое описание

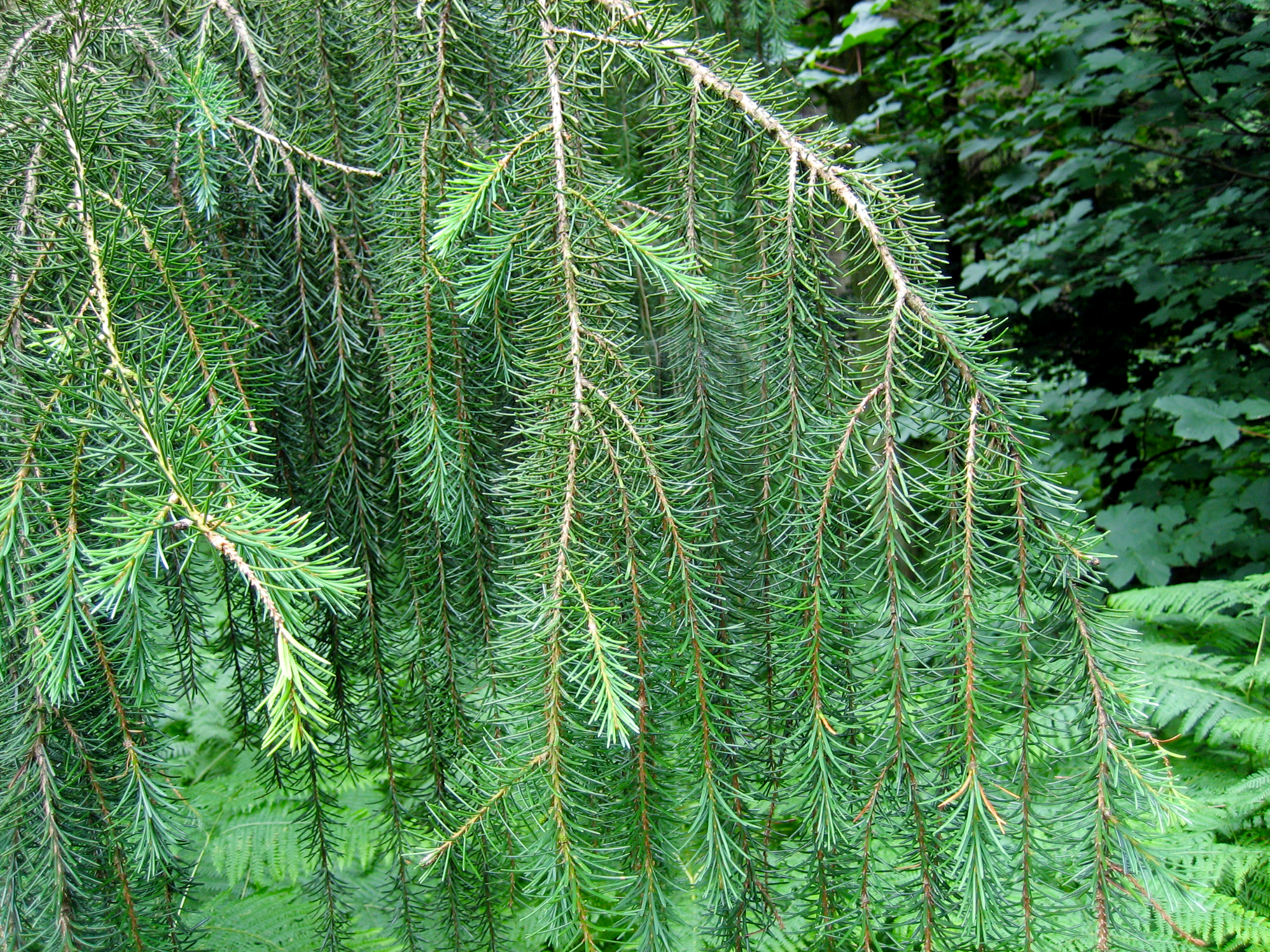
Хвоя ели Бревера

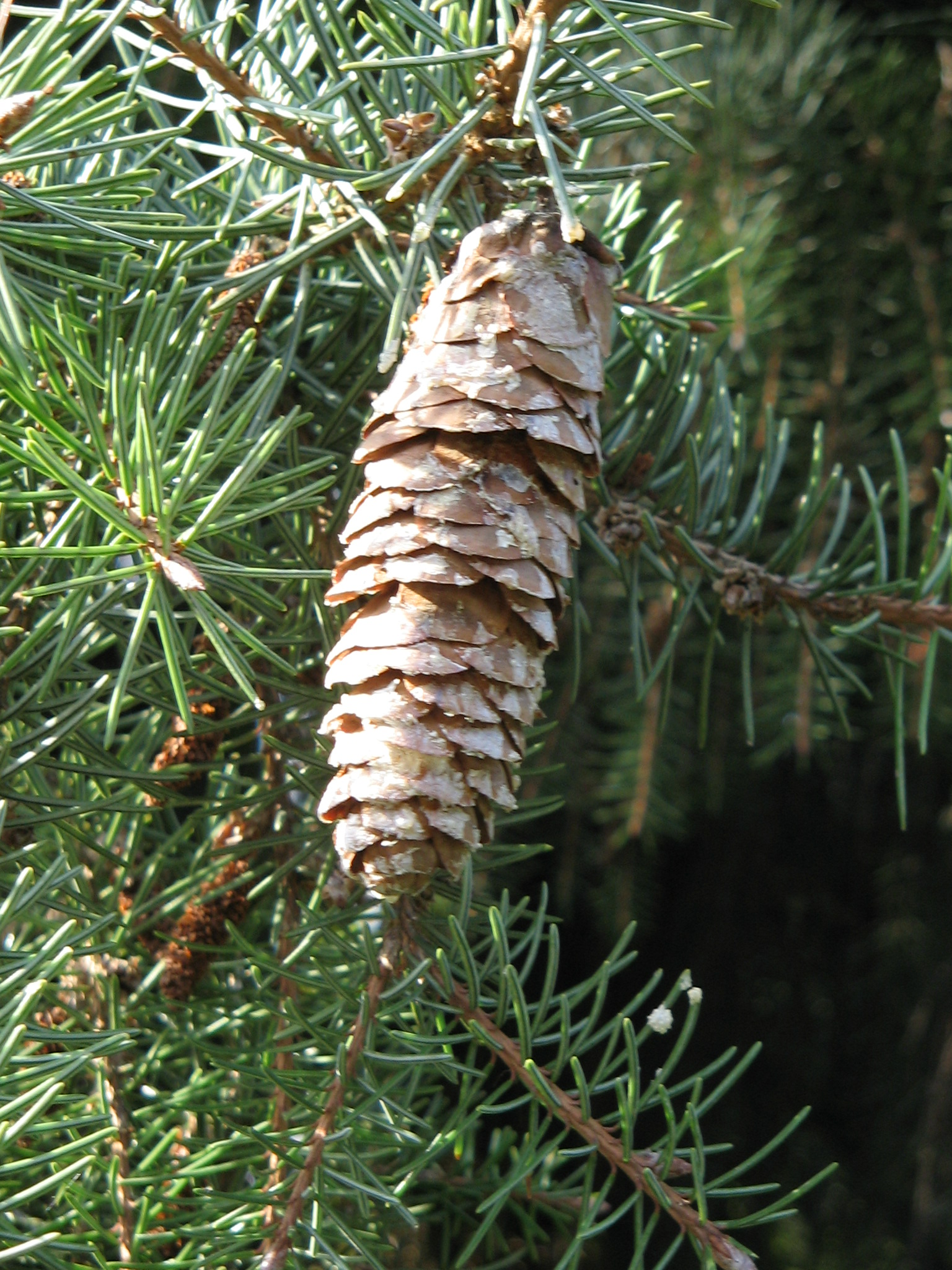
Созревшая шишка

Дерево до 40 метров высотой со стволом до 150 см в диаметре, с конической кроной и характерными плакучими ветвями второго порядка. Молодые побеги красновато-коричневые, опушенные, позже серебристо-серые. Кора серо-коричневая. Почки 5-7 мм длиной, закругленные на конце. Хвоинки 16—32 (-35) мм длиной,
уплощённые, сверху темно-зелёные, снизу матовые сизые. Шишки цилиндрические, 6,5-12 см в длину, сначала красно-розовые, при созревании — красно-коричневые, с очень широким чешуями.
Может достигать возраста 900 лет.
Характерные плакучие ветви появляются только по достижении десяти- двадцатилетнего возраста, поэтому до этого дерево можно спутать с елью сербской (Picea omorika).

## Распространение
Встречается на хребте Сискию на щелочных почвах на высоте от 1000 до 2300 метров над уровнем моря, в нескольких разбросанных популяциях на расстоянии от 22 до 145 километров от Тихого океана. Район произрастания является одним из самых богатых в мире по разнообразию хвойных — здесь встречаются не менее 16 видов, среди которых Псевдотсуга Мензиса (Pseudotsuga menziesii) и Пихта великолепная (Abies magnifica). Ель Бревера часто образует подлесок среди более старых деревьев других видов.
Ископаемые останки ели Бревера встречаются начиная с миоцена на гораздо большей площади, чем современный ареал — в Айдахо, Неваде, центральной Калифорнии и по всему Орегону.

## Охрана
Несмотря на ограниченный ареал, вид упомянут в Красной книге Международного союза охраны природы лишь как вид в положении, близком к уязвимому. Это связано с тем, что большая часть ареала находится на охраняемой территории.

## Классификация
Ни естественных, ни искусственных гибридов ели Бревера неизвестно. Генетические исследования показывают, что, наряду с произрастающей также на северо-западе Северной Америки елью ситхинской (Picea sitchensis), занимает базальное положение в роде. Этот факт подтверждает теорию об американском происхождении елей.